# Pepita Rodríguez
Josefa Suárez Rodríguez, conocida como Pepita Rodríguez (Adra, Almería, 11 de septiembre de 1951), es una actriz y presentadora de televisión hispanobrasileña. 
En la década de 1970 presentó un programa en la Rede Globo de Brasil junto a Moacyr Franco. Destacó en su interpretación de Carminha en la telenovela brasileña Dancin' Days, de Gilberto Braga, y a la insegura Stela de la telenovela Anjo Mau de Cassiano Gabus Mendes, ambas en TV Globo.
Su última participación televisiva tuvo lugar en la telenovela Cristal de la SBT, donde tuvo como antagonista a su hijo, Dado Dolabella. Es viuda del actor Carlos Eduardo Dolabella, fallecido en 2003.
Pepita Rodríguez, tiene la Cruz de Oficial de la Orden Isabel La Católica, otorgada por el rey Juan Carlos I de España, que "premia aquellos comportamientos extraordinarios de carácter civil, realizados por personas españolas y extranjeras, que redunden en beneficio de la Nación o que contribuyan, de modo relevante, a favorecer las relaciones de amistad y cooperación de la Nación Española con el resto de la Comunidad Internacional". 
Además, posee el Título de la Ciudad Honoraria de Río de Janeiro’ (2008); Ciudad Benemérita de Río de Janeiro (1988), Ciudad Honoraria de Penapolense Sao Paulo (1976) 
En el año 2010, fue pregonera de las ferias y fiestas de su municipio natal.

## Trabajos en televisión
- 2014 - Boogie Oogie (Globo), como Ágata (vilãna)
- 2011 - Ti Ti Ti (Globo), como Madame Gafiera
- 2006 - Cristal (SBT), como Vívian
- 2005 - A lua me disse (Globo), como Diva
- 1981 - O amor é nosso (Globo), como Carmem
- 1978 - Dancin' days (Globo), como Carminha
- 1977 - Espelho mágico (Globo), como Bruna Maria (Kátia)
- 1976 - Anjo mau (Globo), como Stela
- 1973 - As divinas…e maravilhosas (Tupi), como Flávia
- 1973 - A volta de Beto Rockfeller (Tupi)
- 1972 - Na idade do lobo (Tupi), como Paula
- 1971 - Editora Mayo, bom dia (Record), como Bia
- 1970 - João Juca Jr. (Tupi)
- 1969 - Um gosto amargo de festa (Tupi)
- 1968 - Beto Rockfeller (Tupi), como Bárbara